# 萊巴爾橋戰役
萊巴爾橋戰役發生於1855年4月21日，是第二次法國-特拉薩戰爭中的一場戰役，穆罕默德·阿-哈比卜率領的特拉薩軍隊趁法軍主力外出進行掃蕩時，向法軍基地聖路易偷襲，但卻久攻不下，只能撤退。

## 註腳
1. ↑  Martineau 1931，第130頁.
2. ↑  Martineau 1931，第128頁.
3. 1 2  Nicolas 1891，第176頁.
4. ↑  Ba 1976，第29頁.
5. ↑  Holle 1855，第256頁.